# Bartochów
Bartochów [pronunciación en polaco: /barˈtɔxuf/] es un pueblo ubicado en el distrito administrativo de Gmina Warta, dentro del Distrito de Sieradz, Voivodato de Łódź, en Polonia central. Se encuentra aproximadamente a 2 kilómetros (1 mi) al sur de Warta, a 13 kilómetros al noroeste de Sieradz, y a 59 kilómetros al oeste de la capital regional Łódź.
El pueblo tiene una población de 380 habitantes.